# Chyliza trichopoda
Chyliza trichopoda är en tvåvingeart som beskrevs av Shatalkin 1989. Chyliza trichopoda ingår i släktet Chyliza och familjen rotflugor. Inga underarter finns listade i Catalogue of Life.